# Christine Ravn Lund
Christine Ravn Lund (født 27. august 1995 i Herning) er forkvinde for DUF - Dansk Ungdoms Fællesråd og er valgt på vegne af FDF. Christine har en baggrund som frivillig i en lang række organisationer, hvor hun har engageret sig både lokalt, nationalt og internationalt.
Christine Ravn Lund har været en del af formandskabet i DUF - Dansk Ungdoms Fællesråd siden delegeretmøde i december 2019, hvor hun blev valgt som næstformand. På samme delegeretmøde blev Chris Preuss valgt som formand. Lund overtog som forkvinde på delegeretmødet i 2021.

## Andre titler
Udover sin titel som forkvinde for DUF - Dansk Ungdoms Fællesråd er Christine Ravn Lund endvidere også næstformand for CeFU - Center for Ungdomsforskning og medlem af Børnerådet.
Christine Ravn Lund var desuden en del af den regeringsnedsatte Trivselskommission, som blev nedsat i august 2023 og præsenterede sin afrapportering i februar 2025.

## Uddannelse
Christine Ravn Lund har sin studentereksamen fra Herning Gymnasium, hvor hun blev student i 2015. Herefter har Christine Ravn Lund læst en bachelor i International Business and Politics på Copenhagen Business School og seneste har hun opnået en kandidatgrad i Statskunstskab fra Københavns Universitet i 2023.

## Frivilligt engagement
Christine Ravn Lund har haft et stort frivilligt engagement gennem sit liv.
- 2021 - Forkvinde, Dansk Ungdoms Fællesråd
- 2019 - Formand for Implementation Team af World Coucil 2022, Generalforsamling og Conference under World YMCA
- 2019 - Styregruppe i YMCA Amager og opstart af Amager Børnehøjskole
- 2019 - 2021 Næstforkvinde, Dansk Ungdoms Fællesråd
- 2015 - 2019 Udvalgsmedlem i International Udvalg, FDF
- 2018 - 2020 Udvalgsmedlem i Udvalget for Globale Fællesskaber, KFUM og KFUK
- 2017 - 2020 Ressourceperson på Erasmus+ og formand for uddannelsesgruppe i International Federation of Catholic Parochial Youth.
- 2017 - 2019 Styrelsesmedlem, Dansk Ungdoms Fællesråd
- 2016 - 2018 Change Agent, World YMCA
- 2015 - 2019 Medlem af Integrationsgruppen, Røde Kors
- 2015 - 2018 Medlem af Udvekslingsarbejdsgruppe, KFUM og KFUK
- 2013 - 2015 Opstart af Model United Nations på Herning Gymnasium
- 2009 - 2018 Leder, FDF
- 2014 - 2017 Repræsentantskabsformand og bestyrelsesmedlem, Rydhavs Slots Efterskole
- 2011 - 2012 KFUM-spejderleder
- 2007 - 2009 Badmintrontræner